# Зоолошки врт Речна обала
Зоолошки врт Речна обала (енгл. Riverbanks Zoo) је 69 хектара велик зоолошки врт који се налази близу реке Салуда у граду Колумбија. Мали део зоолошког врта се налази у оближњем граду Вест Колумбија. 1960-их, у подручију око града Колумбија се планирало изградити неке нове зоолошке вртове у граду. Идеја о отварању овог зоолошког врта је предложена 1969.. Отворен је 25. априла 1974..